# Heterographa tetrastigma
Heterographa tetrastigma là một loài bướm đêm trong họ Noctuidae.